# Kwun Tong (distrito)

Kwun Tong (觀塘區) é um dos 18 distritos de Hong Kong, e localiza-se em Kowloon. A área é de 11,3 km² e a população (no ano 2000) era de 564,700 habitantes. É o estatóide mais densamente povoado do mundo.
É composto pelas seguintes áreas:
- Kwun Tong (觀塘)
- Ngau Tau Kok (牛頭角)
- Kowloon Bay (九龍灣)
- Sau Mau Ping (秀茂坪)
- Lam Tin (藍田)
- Yau Tong (油塘) e Lei Yue Mun (鯉魚門)